# Santocko
Santocko – wieś w Polsce, położona w województwie lubuskim, w powiecie gorzowskim, w gminie Kłodawa.
W latach 1975–1998 miejscowość administracyjnie należała do województwa gorzowskiego.
1 sierpnia 1977 część Santocka (136,58 ha) włączono do Gorzowa Wielkopolskiego.
- Wieś połączona jest z Gorzowem Wielkopolskim linią PKS:
- 242 na trasie: Santocko - Mironice - Kłodawa - Gorzów Wlkp. Dworzec PKS
- Posiada również połączenie z Kłodawą linią szkolną nr 247 na trasie: Kłodawa Szkoła - Mironice - Santocko Kolonia - Santocko - Mironice - Kłodawa Szkoła